# Панування (фільм)
«Панування» (англ. Dominion) — австралійський документальний фільм Кріса Дельфорса, який розкриває проблему експлуатації тварин людиною у шістьох аспектах: сільськогосподарські тварини, дикі тварини, домашні тварини, тварини для розваг, тварини для хутра та піддослідні тварини. 
Фільм переважно використовує відеокадри з безкоштовного онлайн-ресурсу за права тварин Aussie Farms Repository, зняті за допомогою дронів, прихованих та кишенькових камер.